# Směs pěti koření

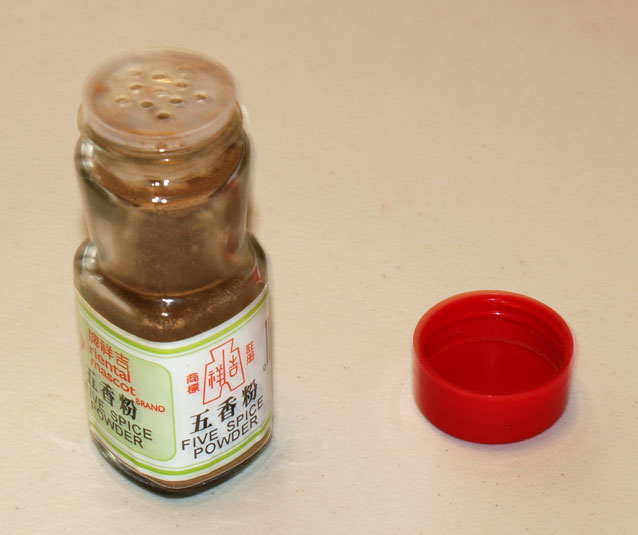
Směs pěti koření

Směs pěti koření pochází z Číny, patří k velice výrazným a aromatickým směsím vhodným na dochucení masa a drůbeže. Má ostrou sladkou vůni. Někdy se také nazývá jako koření pěti vůní.

## Složení
Obsahuje badyán, fagaru (sečuánský pepř), fenykl, mletou skořici a hřebíček, někdy je místo fagary jiný druh pepře. Ingredience jsou spolu namleté. Badyán dodává směsi nejsilnější aroma.

## Užití
Směs je používána v čínské kuchyni a dalších východoasijských kuchyních jako koření pro marinování kuřete, kachny, vepřového masa a mořských plodů. Někdy se také přidává do strouhanky na smažená jídla, při přípravě pečené kachny v kantonském stylu nebo pro vietnamské grilované kuře. Je doplňována i jinými druhy koření (například zelený kardamom nebo zázvor), tvoří však základ. Poměr jednotlivých koření není stálý, je rozdílný podle krajových zvyklostí.

## Směs z Francie
Také Francouzi dodávají na trh směsi z různých druhů koření a je mezi nimi jak provensálské koření, tak směs pěti koření z oblasti Provence. Jedná se o velmi ostrou směsici různých druhů koření a papriček piri-piri.